# Ludmila Javorová
Ludmila Javorová (nacida en 1932, Brno) es una católica checa que trabajó en la iglesia clandestina durante la época del régimen comunista en Checoslovaquia y sirvió como vicaria general del obispo Davidek, cuando se encontraba en la clandestinidad. Es conocida por ser una de varias mujeres checas que presuntamente fueron ordenadas presbíteras.

## Vida
Javorová nació en una familia católica y expresó su deseo de convertirse en monja, pero eso no fue posible en la época del comunismo. Comenzó a trabajar en profesiones civiles y a apoyar las actividades de la Iglesia en su tiempo libre.
Según declaraciones hechas en 1995 y posteriormente, el obispo clandestino Felix Maria Davídek, que era amigo de su familia, ordenó secretamente a Javorová el 28 de diciembre de 1970, durante los primeros años de la ocupación soviética del país después de la Primavera de Praga. Ella se había desempeñado como su secretaria y adjunta después de su regreso de la prisión en 1964 y "gradualmente asumió importantes tareas en la organización de la estructura clandestina de la Iglesia". Davídek la nombró vicaria general y más tarde la ordenó sacerdote.
Después de que el gobierno comunista en Checoslovaquia terminó en 1989, Javorová aparentemente intentó durante algún tiempo ocultar su estatus al público, diciendo que "no ha llegado el momento de hablar de eso". Hacia 1995 cambió de opinión y decidió hablar. Ella ayudó a preparar un libro de entrevista sobre sus experiencias, escrito por Miriam Therese Winter. Javorová ahora vive en Brno y sigue siendo un miembro activo de la Iglesia católica. Actualmente es portavoz de la Comisión Litúrgica de su parroquia local.

## Controversia
Si bien no parece haber evidencia de que una ceremonia de ordenación haya tenido lugar o no como se afirma, su importancia teológica está en controversia.
Por un lado, Davidek justificó las ordenaciones por las necesidades pastorales de una iglesia que sufría una dura persecución (él mismo soportó catorce años en la prisión comunista por su fe) y, en particular, por las mujeres torturadas en prisión que no tenían acceso a sacerdotes varones pero que pueden haberlo hecho, ministrado por sacerdotes del mismo género. Se cita al arzobispo John Bukovsky diciendo que las ordenaciones eran "ilícitas pero válidas".
Por otro lado, el Catecismo de la Iglesia Católica establece que una ceremonia de ordenación realizada a una mujer sería inválida e ilícita; esta doctrina se encuentra en los escritos de Tomás de Aquino y muchos otros. El papa Juan Pablo II ha escrito "Sacerdotal ordenación], que entrega el oficio confiado por Cristo a sus Apóstoles de enseñar, santificar y gobernar a los fieles, ha tenido en la Iglesia Católica desde el principio siempre ha sido reservado a los hombres solos "en su Carta Apostólica,  Ordinatio sacerdotalis . Esto se refleja en el actual  Código de derecho canónico.
El grupo Sacerdotisas Católicas Romanas disputa esta doctrina.
Dentro del propio grupo de Davídek, la ordenación de mujeres y de hombres casados fue muy controvertida y puede haber jugado un papel en su escisión a principios de la década de 1970. El mismo Davídek ocultó la ordenación de Javorová a muchos de sus compañeros de trabajo y exigió promesas escritas de "silencio absoluto sobre el asunto" de las personas que participaban en sus ordenaciones secretas. Los historiadores Fiala y Hanuš concluyen que estas mujeres ordenadas (eran unas cinco, siendo Javorová la única públicamente conocida) encontraron muy pocas tareas sacerdotales específicas en el grupo de Davídek, y concluyen de esto que sus ordenaciones pueden, por tanto, ser consideradas sólo como un "acto simbólico y un precedente".
Hermann Herder - que había conocido a Javorova - dijo en una entrevista que la ordenación había sido real, pero que fue invalidada por el Vaticano tras la caída del régimen comunista.

## Ver además
- Sacerdotisas Católicas Romanas
- Mujeres en el cristianismo